# Aeschynomene warmingii
Aeschynomene warmingii är en ärtväxtart som beskrevs av Marc Micheli. Aeschynomene warmingii ingår i släktet Aeschynomene och familjen ärtväxter. Inga underarter finns listade i Catalogue of Life.